# Trapeze Disrobing Act
Trapeze Disrobing Act je americký němý film z roku 1901. Režisérem je Edwin S. Porter (1870–1941). Film trvá zhruba dvě minuty.

## Děj
Žena předvadí dvěma mužům, kteří na ni hledí z balkónu, triky na visuté hrazdě, během kterých ze sebe svlékne dvě vrstvy šatů. Muži z ní nemohou spustit zrak a na závěr jí zatleskají.